# لیل (فرانسه)
لیل (به فرانسوی: Lille به هلندی، Rijsel) از شهرهای شمالی در ناحیه نور-پا-دو-کاله کشور فرانسه، شهر اصلی لیل متروپل چهارمین منطقه شهری در فرانسه پس از پاریس، لیون، و مارسی می‌باشد. لیل در بستر رودخانه دئول شکل گرفته است و در مرز فرانسه و بلژیک قرار دارد.
جمعیت شهر لیل که در ۲۷ فوریه ۲۰۰۰ لوم نیز به آن ملحق شد در سرشماری سال ۲۰۰۶ بالغ بر ۲۲۶٬۰۱۴ نفر بوده است. با این وجود لیل متروپل که شامل شهرهای روبه، تورکوآن، و دیگر مناطق حومه‌ای می‌باشد، ۱٬۰۹۱٬۴۳۸ نفر جمعیت دارد.
لیل در ۳۸ دقیقه‌ای بروکسل، یک ساعتی پاریس، دو ساعتی لندن و سه ساعتی کلن قرار دارد.
منطقه لیل بیش از ۹۵٬۰۰۰ دانشجو دارد که در دو شهر لیل و ویلنو داسک، شهر جدید و صنعتی، به تحصیل مشغولند.
لیل با ۴ دانشگاه، ۱۳ مدرسه مهندسی، ۵ مدرسه بازرگانی، یک مدرسه روزنامه‌نگاری، یک انستیتوی مطالعات سیاسی، یک مؤسسه مدیریت و مدارس و بنگاه‌های بسیار دیگر، سیزدهمین تجمع دانشگاهی را در فرانسه در اختیار دارد.
تنوع زیاد فرهنگی این شهر پویا به آن عنوان پایتخت فرهنگی اروپا را در سال ۲۰۰۴ اعطا کرده است.
این شهر در سال ۲۰۱۸ میزبان مرحله نهایی لیگ ملت‌های والیبال مردان ۲۰۱۸ بود که با قهرمانی روسیه و نایب قهرمانی فرانسه پایان یافت.

## تاریخچه
افسانه لیدریک و پینر تاریخ شهر را به سال ۶۴۰ میلادی می‌رساند. با وجود این که اسم شهر برای اولین بار در اسناد مربوط به سال ۱۰۶۶ میلادی ذکر شده است، مطالعات باستان‌شناسی سابقه سکونت را تا ۲۰۰ قبل از میلاد تعیین کرده است.
نخستین ساکنان لیل اقوام گل بودند و پس از آن ژرمن‌ها، ساکسون‌ها، فریسی‌ها، و در نهایت فرانک‌ها در این محل سکنی گزیدند.

## ترابری
متروی لیل در سال ۱۹۸۳ تأسیس شده و هم‌اکنون دارای ۲ خط و ۶۰ ایستگاه می‌باشد، همچنین تراموا این شهر در سال ۱۹۰۰ به صورت برقی تأسیس شده که دارای ۲ خط و ۳۶ ایستگاه می‌باشد.

## نگارخانه

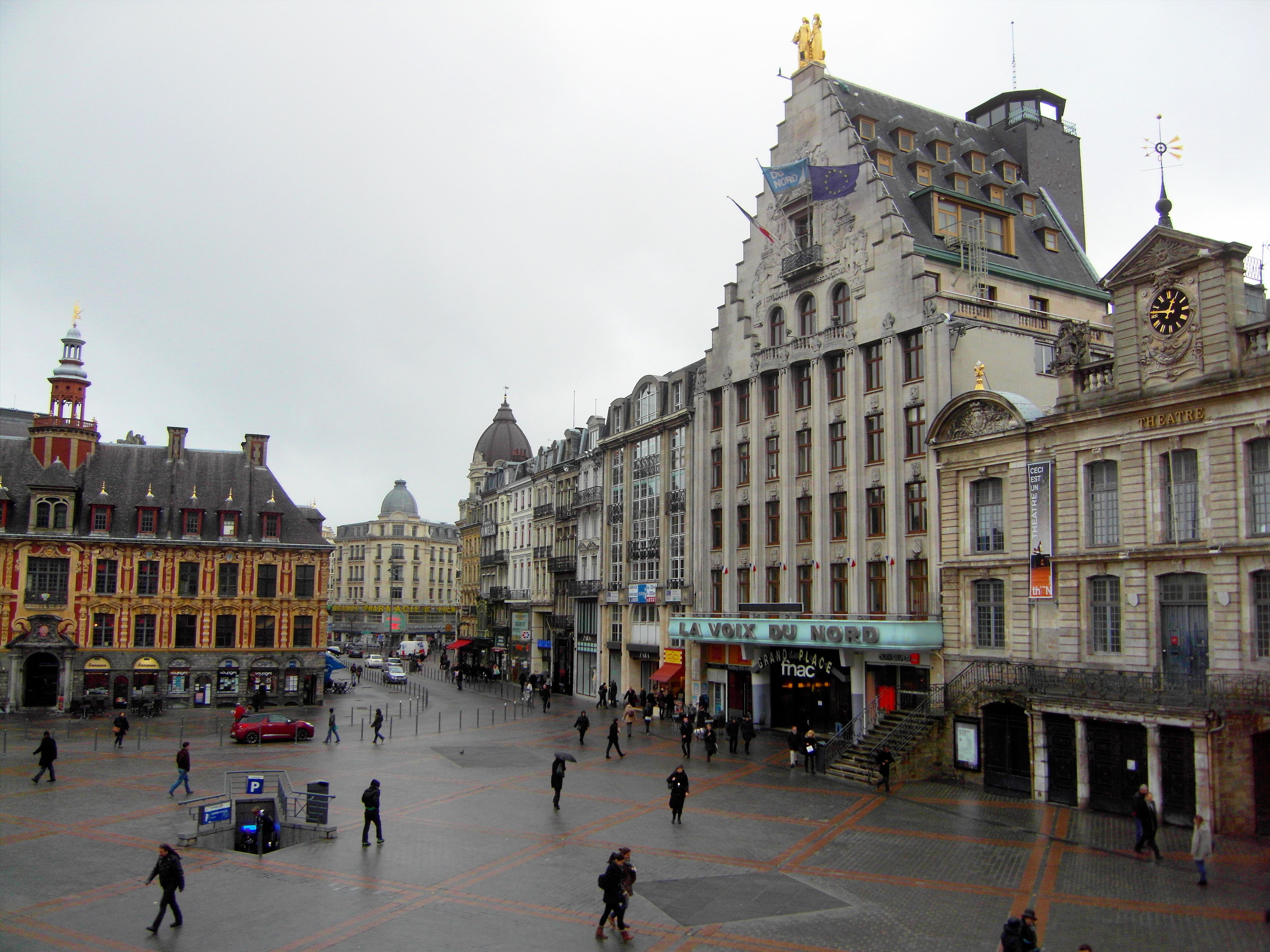
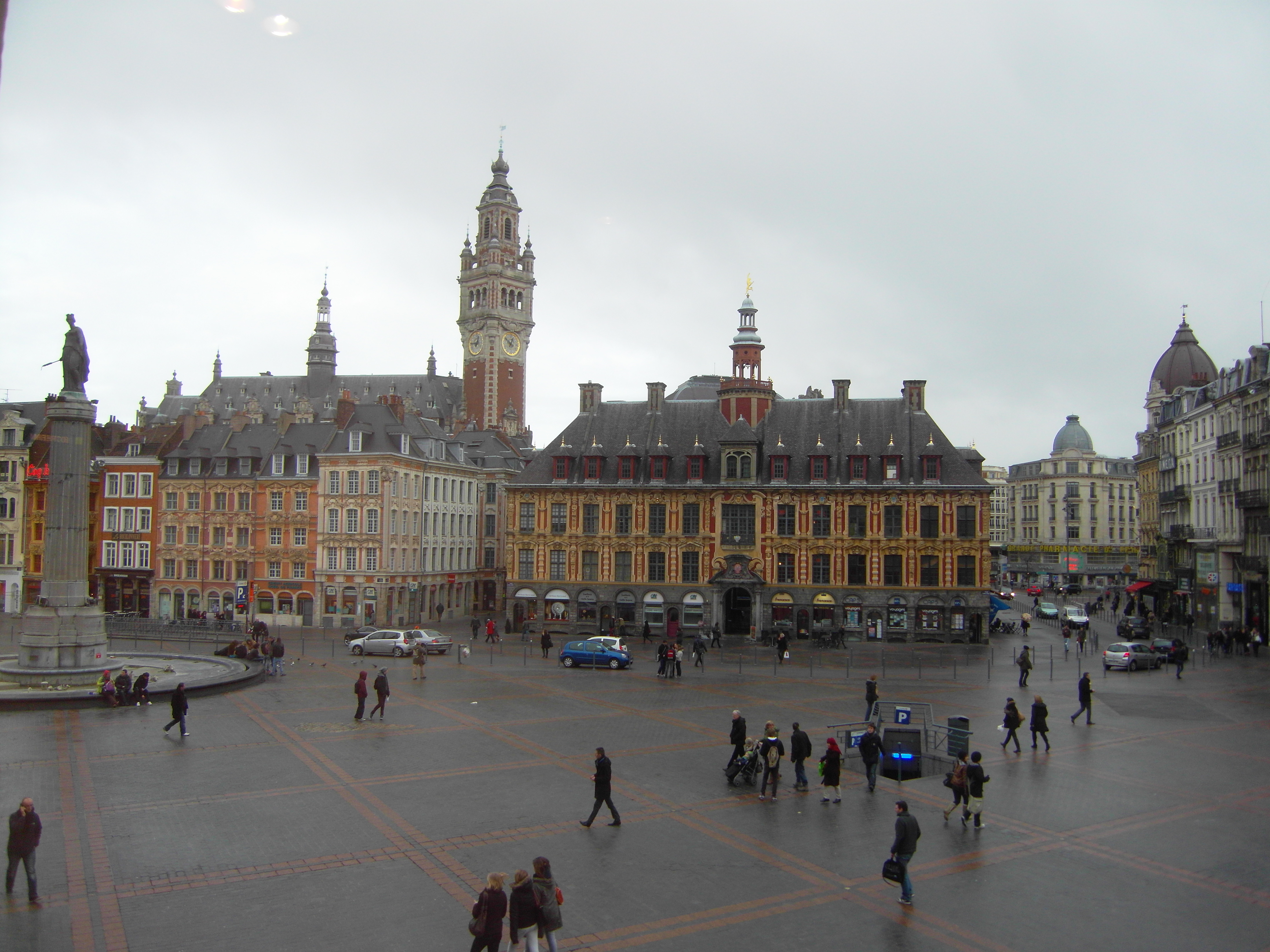
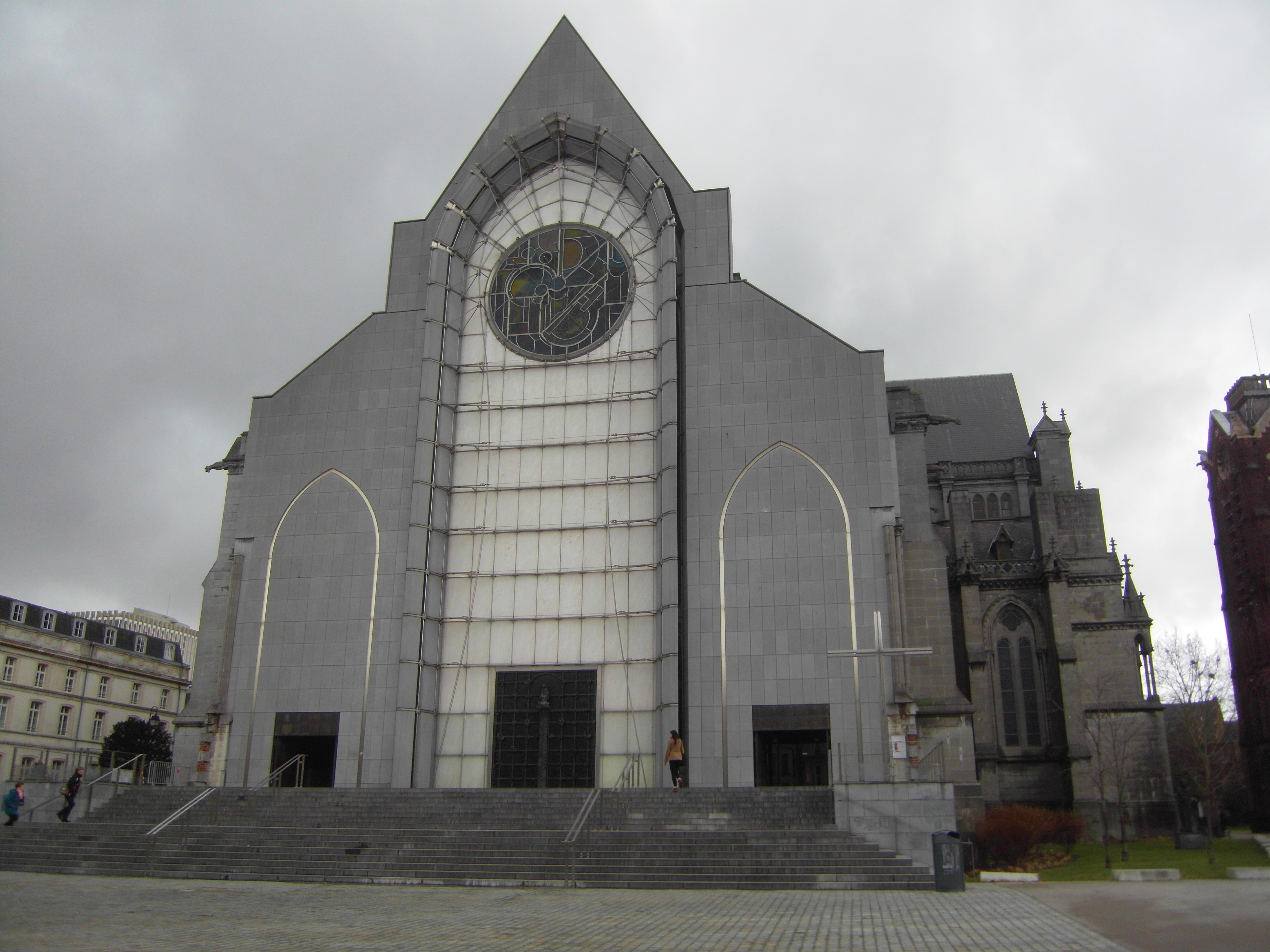
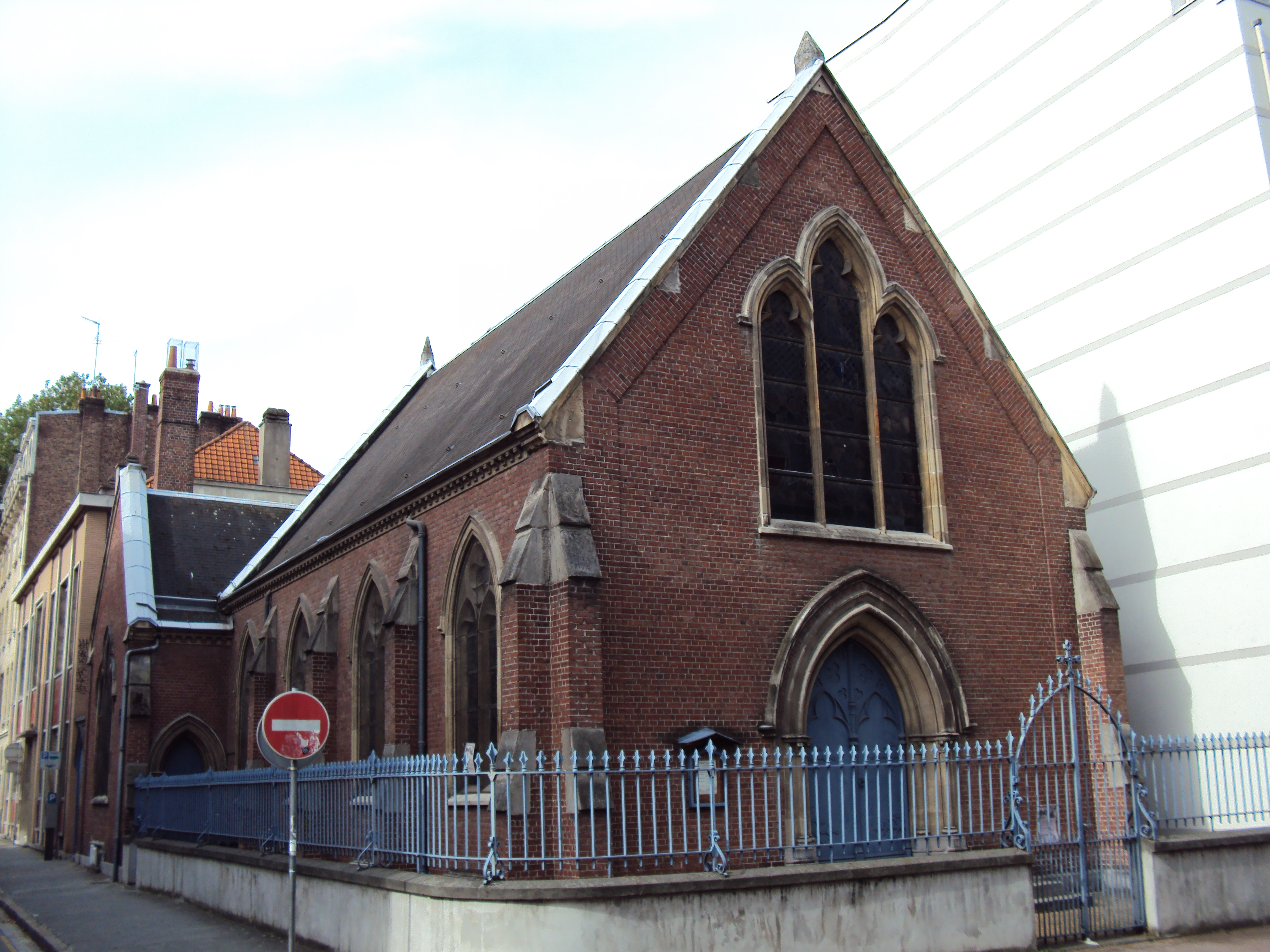